# Вудбері (Коннектикут)
Вудбері (англ. Woodbury) — місто (англ. town) в США, в окрузі Лічфілд штату Коннектикут. Населення — 9723 особи (2020).

### Клімат
| Клімат : Вудбері             | Клімат : Вудбері | Клімат : Вудбері | Клімат : Вудбері | Клімат : Вудбері | Клімат : Вудбері | Клімат : Вудбері | Клімат : Вудбері | Клімат : Вудбері | Клімат : Вудбері | Клімат : Вудбері | Клімат : Вудбері | Клімат : Вудбері | Клімат : Вудбері |
| Показник                     | Січ.             | Лют.             | Бер.             | Квіт.            | Трав.            | Черв.            | Лип.             | Серп.            | Вер.             | Жовт.            | Лист.            | Груд.            | Рік              |
| Абсолютний максимум, °C      | 17,2             | 19,4             | 27,2             | 33,9             | 35,6             | 35,6             | 37,8             | 36,7             | 34,4             | 31,1             | 25,6             | 20,0             | 37,8             |
| Середній максимум, °C        | 1,1              | 2,8              | 7,8              | 14,4             | 21,1             | 25,6             | 28,3             | 27,2             | 22,8             | 16,7             | 10,0             | 3,3              | 15,2             |
| Середній мінімум, °C         | −10,6            | −10              | −5               | 0,6              | 6,1              | 11,7             | 14,4             | 13,3             | 8,9              | 2,2              | −2,2             | −7,2             | 1,9              |
| Абсолютний мінімум, °C       | −30              | −27,8            | −23,9            | −17,8            | −5,6             | 0,0              | 3,3              | 1,7              | −5               | −10              | −15              | −25,6            | −30              |
| Норма опадів, мм             | 102              | 84               | 116              | 109              | 114              | 107              | 107              | 113              | 118              | 113              | 112              | 106              | 1301             |
| ---------------------------- | ---------------- | ---------------- | ---------------- | ---------------- | ---------------- | ---------------- | ---------------- | ---------------- | ---------------- | ---------------- | ---------------- | ---------------- | ---------------- |
| Джерело: The Weather Channel |                  |                  |                  |                  |                  |                  |                  |                  |                  |                  |                  |                  |                  |

## Демографія
Згідно з переписом 2010 року, у місті мешкало 9975 осіб у 4214 домогосподарствах у складі 2769 родин. Було 4564 помешкання
Расовий склад населення:
| - 95,7 % — білих - 1,7 % — азіатів - 0,6 % — чорних або афроамериканців - 0,3 % — корінних американців |

До двох чи більше рас належало 1,3 %. Частка іспаномовних становила 2,5 % від усіх жителів.
За віковим діапазоном населення розподілялося таким чином: 21,0 % — особи молодші 18 років, 61,9 % — особи у віці 18—64 років, 17,1 % — особи у віці 65 років та старші. Медіана віку мешканця становила 46,9 року. На 100 осіб жіночої статі у місті припадало 94,1 чоловіків;  на 100 жінок у віці від 18 років та старших — 92,3 чоловіків також старших 18 років.
Середній дохід на одне домашнє господарство  становив 114 929 доларів США (медіана — 82 923), а середній дохід на одну сім'ю — 133 023 долари (медіана — 98 182). Медіана доходів становила 77 639 доларів для чоловіків та 61 312 долари для жінок. За межею бідності перебувало 5,4 % осіб, у тому числі 7,1 % дітей у віці до 18 років та 7,3 % осіб у віці 65 років та старших.
Цивільне працевлаштоване населення становило 4964 особи. Основні галузі зайнятості: освіта, охорона здоров'я та соціальна допомога — 32,0 %, науковці, спеціалісти, менеджери — 10,5 %, роздрібна торгівля — 9,7 %.